# Winthemia pandurata
Winthemia pandurata är en tvåvingeart som beskrevs av Coelho, Barros de Carvalho och Guimaraes 1989. Winthemia pandurata ingår i släktet Winthemia och familjen parasitflugor. Inga underarter finns listade i Catalogue of Life.